# Crottes-en-Pithiverais
Crottes-en-Pithiverais é uma comuna francesa na região administrativa do Centro, no departamento Loiret. Estende-se por uma área de 13,56 km². Em 2010 a comuna tinha 345 habitantes (densidade: 25,4 hab./km²).